# Subang Jaya
Subang Jaya là một trung tâm dân cư ở thung lũng Klang ở Selangor, Malaysia. Thành phố này nằm ở huyện Petaling. Do vị trí gần nhau, một phần diện tích lớn hơn của UEP Subang Jaya (USJ), và Bandar Sunway cùng được xem như cùng có tên Subang Jaya. Điều này là do sự phát triển và lan vào nhau của các thị xã và thị trấn thành một vùng đô thị.
Subang Jaya có diện tích 70 km2 và dân số hơn 1 triệu người. Khu vực này được chia thành 8 khu - SS 12 đến SS 19. Khu vực này có nhiều trường học, bệnh viện, khu thương mại.